# William Orville Ayres
William Orville Ayres (New Canaan, 11 settembre 1817 – New York, 30 aprile 1887) è stato un medico, ittiologo e ornitologo statunitense.